# Brief (reklama)
Brief – podstawowy dokument zawierający zestaw informacji użytecznych w procesie tworzenia kampanii reklamowej. Zawarte w nim informacje najczęściej dotyczą odbiorców reklamy, głównych celów kampanii, analizy rynku, budżetu, idei i pomysłów związanych z realizacją projektu. Precyzuje i określa zadania stawiane agencji reklamowej.
| Wprowadzenie                | - charakterystyka marki - analiza konkurencji - sposób zakupu produktu                                                                                   |
| Docelowa grupa odbiorców    | - cechy demograficzne - wiedza o danej kategorii produktów i zainteresowanie nią - kryteria rozróżniania marek konkurencyjnych - użytkowanie produktu    |
| Cele reklamy                | - co firma zamierza osiągnąć dzięki reklamie |
| Obietnica                   | - treść silnie motywująca do działania i wyróżniająca markę                                                                                              |
| Poparcie                    | - co potwierdza obietnicę i pomoże uwierzyć w nią klientowi                                                                                              |
| Pożądana reakcja konsumenta | - co powinien pomyśleć klient, gdy zobaczy reklamę |
| Wskazówki wykonawcze        | - sugestie, co należy wykorzystać, a czego nie - obowiązkowe składniki – co reklama powinna zawierać (np. logo) - ograniczenia prawne i kodeksy branżowe |
| Środki przekazu             | - sugerowane media i środki przekazu (np. długość spotu reklamowego)                                                                                     |
| Budżet                      | - na produkcję - na umieszczanie w środkach przekazu - na inne instrumenty promocji                                                                      |
| Ocena skuteczności          | - kryteria i narzędzia oceny |
| Załączniki                  | - dane o sprzedaży w ujęciu regionalnym - dane o sprzedaży w ujęciu czasowym - wyniki badań postaw i preferencji odbiorców reklamy                       |